# Nordostgrönländer
Die Nordostgrönländer sind ein zwischen 1823 und 1869 ausgestorbener Zweig der Inuit. Sie lebten auf der Clavering-Insel und in unmittelbar angrenzenden Gebieten und gehörten sehr wahrscheinlich, wie die übrigen grönländischen Inuit, der Thule-Kultur an. Archäologische Befunde sprechen dafür, dass dieser Teil Grönlands seit etwa 1400 von Thule-Inuit bewohnt wurde, wobei diese das Gebiet vom heutigen Kanada her über den äußersten Norden Grönlands (Peary Land) erreichten.
Die erste und letzte Begegnung von Europäern mit Nordostgrönländern ereignete sich im August 1823, als die britische Polarexpedition von Douglas Charles Clavering die später nach ihm benannte Insel erreichte und dort auf eine Gruppe von zwölf Inuit stieß, deren Verhalten und Äußeres Clavering beschrieb. Die Zweite Deutsche Nordpolar-Expedition unter Leitung von Carl Koldewey 1869/70, die nicht zuletzt Näheres über diese Volksgruppe in Erfahrung bringen sollte, fand auf der Clavering-Insel nur noch halbverfallene, unbewohnte Hütten und andere Hinterlassenschaften der Nordostgrönländer vor, darunter einen komplett erhaltenen Hundeschlitten, der bis heute in einem Berliner Museum zu sehen ist. 
Die Volksgruppe der Nordostgrönländer ist vermutlich um 1850 ausgestorben. Jedenfalls liegen keine Berichte der weiter südlich in Ostgrönland (etwa in Tasiilaq) lebenden Ostgrönländer über eine Zuwanderung aus dem Norden vor. Die 1925 gegründete Siedlung Ittoqqortoormiit, nur 400 Kilometer südlich der Clavering-Insel, hat die Tradition der Besiedlung Nordostgrönlands wieder aufgenommen.